# Wilson Bentley
Wilson Alwyn Bentley (Jericho, 7 febbraio 1865 – Jericho, 23 dicembre 1931) è stato un fotografo statunitense.
È stato tra i primi a dedicarsi alla fotografia dei cristalli di ghiaccio che costituiscono il fiocco di neve. Il suo metodo per catturare la neve era molto semplice: consisteva nel farla posare su un vassoio ricoperto di velluto e di posizionare i cristalli sul vetrino del microscopio usando un sottile strumento metallico.
Bentley rimase affascinato dalla bellezza dei cristalli di neve e li fotografò per quarant'anni usando la sua apparecchiatura. Nelle oltre 5.000 fotografie da lui scattate non è stato possibile trovare due fiocchi di neve perfettamente identici, come scrisse nel libro Snow Crystals del 1931.

## Biografia

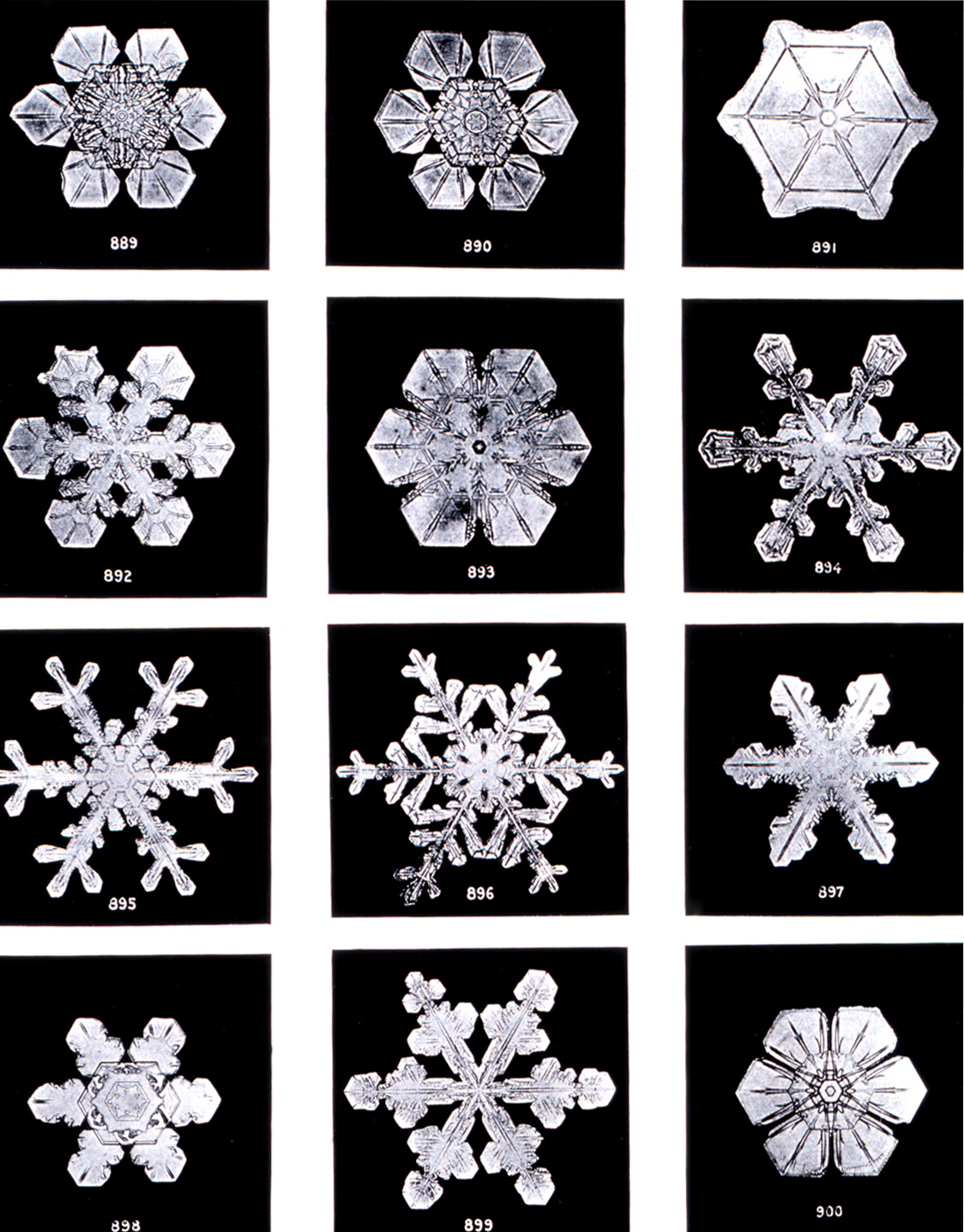
Foto di cristalli di neve scattate da Wilson Bentley (1902 circa)

Wilson A. Bentley nacque nel 1865 a Jericho, nel Vermont, in una famiglia di contadini. Iniziò a interessarsi di fiocchi e cristalli di neve durante l'adolescenza. All'inizio cercò di disegnare ciò che vedeva con il microscopio regalatogli dalla madre all'età di quindici anni, ma i cristalli si scioglievano troppo rapidamente. Così decise di utilizzare un microscopio collegato a una fotocamera e, dopo varie prove, il 15 gennaio 1885 fotografò il suo primo fiocco di neve.

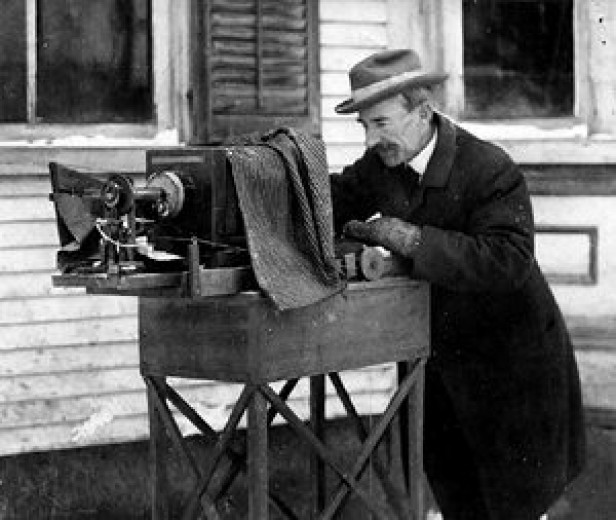
Apparecchiatura microfotografica usata da Bentley per fotografare i fiocchi di neve

Durante la sua vita scattò più di 5.000 fotografie, ma dopo quaranta anni non aveva ancora osservato due cristalli identici. Ogni volta utilizzava un vassoio ricoperto di velluto per raccogliere la neve. La divideva poi pazientemente in singoli cristalli e fotografava ognuno di essi con la sua apparecchiatura.
Bentley definiva poeticamente i fiocchi di neve come "minuscoli miracoli di bellezza" ("tiny miracles of beauty") e i cristalli come "fiori di ghiaccio" ("ice flowers"). Per il suo lavoro utilizzò lenti e obbiettivi ad elevato ingrandimento come il tedesco Karl Blossfeldt, che fotografò semi, foglie e altre strutture vegetali.
Negli ultimi anni del diciannovesimo secolo Henry Crocker, di Fairfax, pubblicò il lavoro di Bentley e creò la più grande collezione privata delle sue fotografie. Molte di esse furono acquistate dall'Harvard Mineralogical Museum. In collaborazione con George Henry Perkins, docente di storia naturale all'Università del Vermont, pubblicò un articolo nel quale affermava che non esistono due cristalli di neve identici. Questo concetto verrà ripreso nella cultura popolare e in altri articoli pubblicati su giornali come National Geographic, Nature, Popular Science e Scientific American. Bentley donò molte delle sue fotografie al Buffalo Museum of Science.
Durante la sua vita Wilson Bentley fotografò anche vari tipi di ghiaccio e le strutture che l'acqua forma in natura, incluse le nuvole e la nebbia. Fu il primo statunitense a riprendere le gocce di pioggia e uno dei primi fisici delle nuvole.
Morì di polmonite il 23 dicembre 1931 nella sua fattoria di Jericho. Il suo libro più famoso, Snow Crystals, fu pubblicato da McGraw-Hill pochi giorni prima della sua morte, ed è in stampa ancora oggi.